# 라퀴엘 알레시
라켈 알레시(Raquel Alessi, 1983년 3월 7일 ~ )는 미국의 배우이다.

## 출연 작품
- 미스 마치 (2009)
- 좌충우돌 여름 캠프 (2008)
- 업 클로즈 위드 캐리 키건 (2007)
- 고스트 라이더 (2007)
- 스탠도프 (2006)
- 칼리토 2 - 칼리토의 법칙 (2005)
- 공포의 독립기념일 (1996)